# Allan Bohlin
Karl Allan Clarence Bohlin (født 5. november 1907 i Stockholm, død 23. januar 1959 smst) var en svensk skuespiller.

## Udvalgt filmografi
- 1948 – Flaadens glade Gutter
- 1946 – Moderhjertet
- 1944 – Nitouche
- 1941 – Lærerinde paa Viften
- 1939 – Hvalfangere
- 1939 – Landstormens lille Lotte
- 1937 – Flaadens glade Gutter
- 1936 – 65, 66 og mig
- 1935 – Under falsk Flag
- 1935 – Papa Ungkarl